# Lakeview Estate

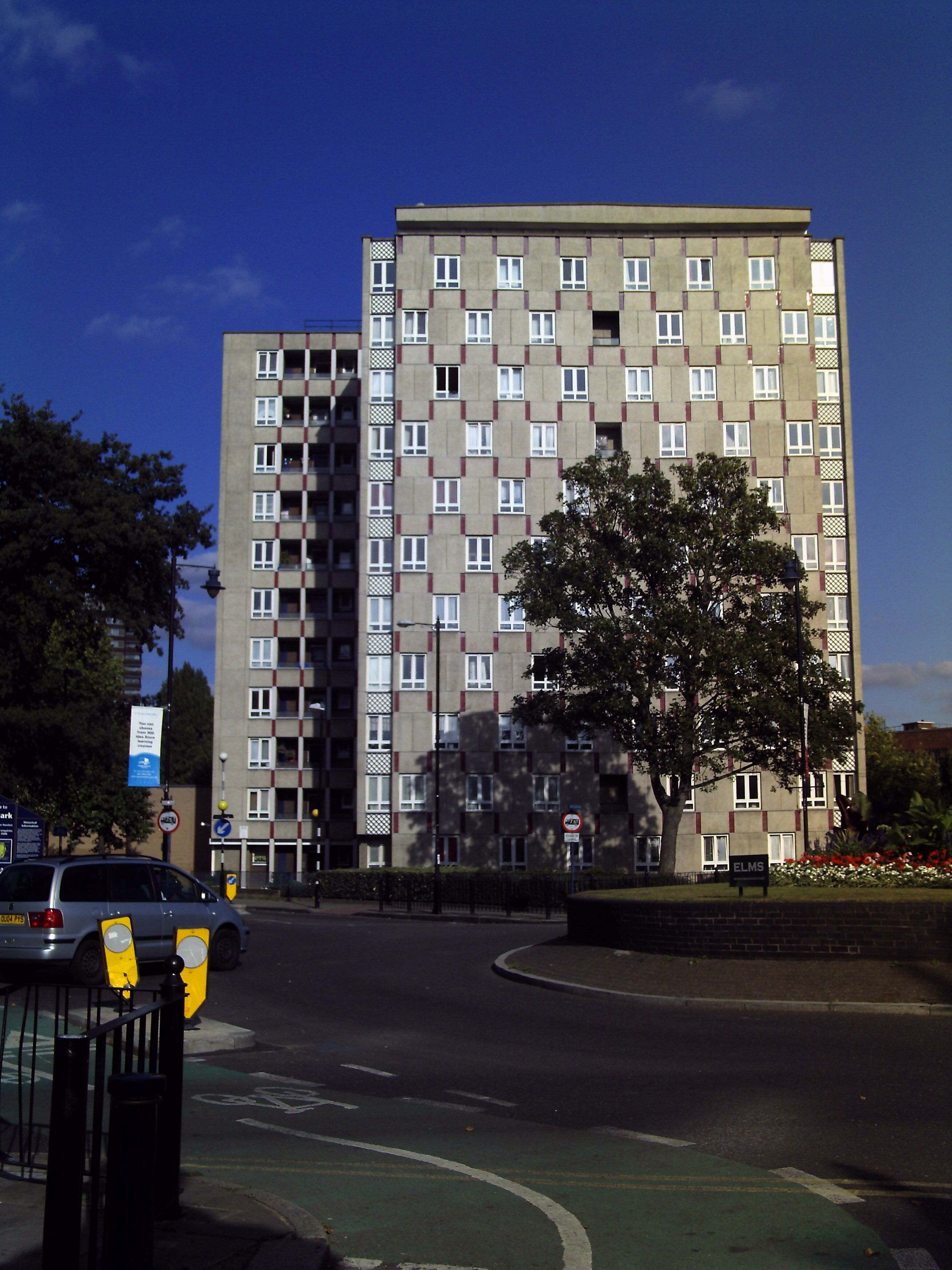
Vista do Lakeview Estate.

Lakeview Estate é um conjunto habitacional em Bow, leste de Londres. Projetado por Berthold Lubetkin, foi construído em um local danificado pelo bombardeio na Segunda Guerra Mundial. Os prédios foram inaugurados em 1958 e tem vista para um lago no Parque Victoria.